# Casa de Josep Pila
La Casa de Josep Pila és una obra de Sant Cugat del Vallès (Vallès Occidental) protegida com a Bé Cultural d'Interès Local.

## Descripció
Es tracta de dues cases de mig cos de planta i pis amb la disposició asimètrica de les obertures. A la planta baixa hi ha la porta i una finestra que en el cas de la casa del c/ Barcelona, 9 s'ha convertit en una altra porta. Al pis aquesta casa té una finestra i un balcó, mentre que la del número 10 només té el balcó. Per sobre dels balcons hi ha uns espiralls verd vidriats. L'immoble està coronat amb un per un ràfec motllurat i una balustrada de peces de ceràmica de la Terrisseria Arpí.

## Història
Josep Pila sol·licità el 27 de febrer de 1874 la llicència d'obres per a construir aquest immoble projectat pel mestre d'obres Jaume Sagalés Matas. Aquesta li fou atorgada per la Comissió d'obres de l'ajuntament en data 5 de maig de 1874.